# Jeri Brown

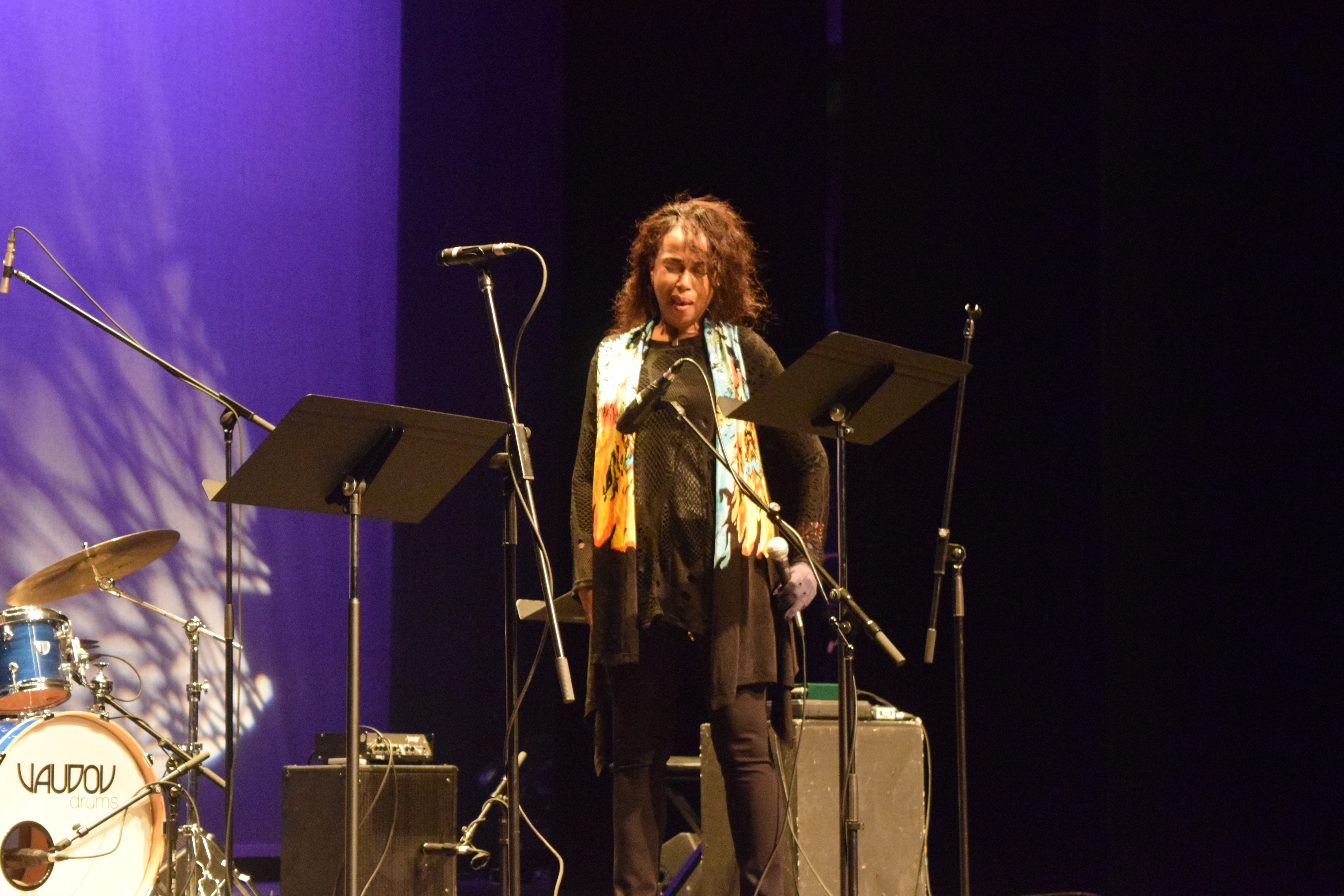
Jeri Brown (2014)

Jeri Brown (* 20. März 1952 in Missouri) ist eine US-amerikanische, in Kanada lebende Jazzsängerin, Songwriterin und Hochschullehrerin.

## Leben und Wirken
Brown, die aus einer musikalischen Familie stammt (ihr Großvater spielte Saxophon; ihr Onkel war Trompeter) wuchs in St. Louis auf. Bereits als Sechsjährige trat sie öffentlich auf. In Iowa studierte sie später klassischen Gesang und trat im Mittleren Westen der USA und in Europa auf, wo sie zunächst Gospel und Operettenrepertoire sang. Nach ihrem Studium lebt sie in Cleveland, arbeitete dort mit dem Cleveland Chamber Orchestra und dem St. Louis Symphony Orchestra und trat in Ohio mit der Band des Schlagzeugers und Bandleaders Bob McKee auf. In der Folge kam es zur Zusammenarbeit mit Künstlern wie Ellis Marsalis, Billy Taylor und Dizzy Gillespie.
Jeri Brown arbeitete dann vor allem in der Jazzszene der Cleveland Area, konzentrierte sich auf Jazz-Standard-Material, schrieb Songtexte und arbeitete mit Komponisten wie Henry Butler, Kenny Wheeler, Cyrus Chestnut und Greg Carter. 1991 entstand für das kanadische Label Justin Time, bei dem Brown für fünfzehn Jahre unter Vertrag stand, das Debütalbum Mirage, bei dem sie von dem Pianisten Fred Hersch und dem Bassisten Daniel Lessard begleitet wurde. Mehr Aufsehen erregte dann ihr 1992 mit Kirk Lightsey und Peter Leitch eingespieltes Album Unfolding the Peacocks mit der gleichnamigen Komposition von Jimmy Rowles als Titelstück und den Bebop-Standards „If You Could See Me Now“ und „Woody'n You“. 1998 arbeitete sie für das Album I've Got Your Number mit David Murray, Don Braden, John Hicks, Curtis Lundy bzw. Avery Sharpe und Sangoma Everett zusammen. Darauf sang sie Standards wie „Softly, as in a Morning Sunrise“ oder „You Must Believe in Spring“. Zeitgleich produzierte sie mit derselben Band und Leon Thomas als Gastsolisten das Album Zaius, auf dem die Sänger „The Creator Has a Masterplan“ als beseeltes Duett interpretieren.
Daneben unterrichtete Brown am Oberlin Conservatory of Music, der Cleveland State University und der University of Akron in Ohio. Jeri Brown war außerdem an der University of Massachusetts in Amherst tätig und hatte verschiedene Unterrichts-Ämter in Kanada inne, wie an der Concordia University und der McGill University in Montreal, Québec, wo sie seit längerem lebt, sowie an der St. Francis Xavier University von Nova Scotia.
Jeri Brown arbeitete im Laufe ihrer Karriere außerdem mit Grady Tate, Betty Carter, Erik Truffaz, D. D. Jackson, Billy Hart, Kenny Werner, Pierre Michelot, Onaje Allan Gumbs, Michel Donato, Winard Harper, Chico Freeman, Joe Lovano, Rufus Reid und Jimmy Rowles. Sie ist auch auf Alben von Avery Sharpe, Dave Young, Harold Faustin, Arielle Legere oder Captain Bad zu hören.
Jeri Brown, die über eine Stimme mit 4 Oktaven Umfang verfügt, erinnert stilistisch an Künstler wie Dee Dee Bridgewater, Cassandra Wilson oder Diane Schuur.

## Schriften
- The Song is You – Jazz  Voice Hornbook
- Working with Repertory for the Jazz Vocalist
- Melodic Patterns Chart and Rhythmic Exercises for the Jazz Vocalist
- Jazz Vocal Study: Etudes, Songs, Bass Lines

## Diskographische Hinweise
- Unfolding the Peacocks (JustinTime, 1993)
- A Timeless Place (JustinTime, 1994)
- Fresh Start (JustnTime, 1996)
- April in Paris (JustinTime, 1996)
- Zaius (JustinTime, 1998)
- I've Got Your Number (JustinTime, 1998)
- Image in the Mirror - the Tryptich (JustinTime, 2001)
- Firm Roots (JustinTime, 2003)
- New Wonderland: The Best of Jeri Brown (JustinTime, 2005)
- Echoes - Live at Catalina Jazz Club (CDBaby, 2013)

## Lexikalische Einträge
- Richard Cook & Brian Morton: The Penguin Guide to Jazz Recordings, London, Penguin, 2006 ISBN 0-141-02327-9 (8. Auflage)